# GRK4
El receptor quinasa 4 acoplado a proteína G (GRK4) es una enzima que en humanos está codificada por el gen GRK4.
Este gen codifica un miembro de la subfamilia de quinasas del receptor acoplado a proteína G de la familia de las proteínas quinasas Ser / Thr, y es muy similar a GRK5 y GRK6.
Las quinasas receptoras acopladas a proteína G fosforilan los receptores acoplados a proteína G activados, lo que promueve la unión de una proteína arrestina al receptor. La detención de la unión a un receptor activo fosforilado evita la estimulación del receptor de las proteínas transductoras de la proteína G heterotrimérica, bloqueando su señalización celular y provocando la desensibilización del receptor. La unión de la arrestina al receptor activo fosforilado también permite la señalización del receptor a través de las proteínas asociadas a la arrestina. Por lo tanto, el sistema GRK / arrestina sirve como un interruptor de señalización para los receptores acoplados a proteína G.
GRK4 se expresa más en los testículos, con cantidades bajas en el cerebro, los riñones y otros tejidos, y tiene cuatro variantes empalmadas alternativamente .
Los polimorfismos en el gen GRK4 se han relacionado con la hipertensión tanto genética como adquirida, actuando en parte a través de los receptores renales de dopamina .